# Пуканский, Лайош
Ла́йош Пука́нский (венг. Lajos Pukánszky; 24 ноября 1928, Будапешт, Королевство Венгрия — 15 февраля 1996, Филадельфия, Пенсильвания, США) — венгерско-американский математик, известный своими работами в области функционального анализа и теории представлений групп Ли.

## Биография
Родился 24 ноября 1928 года в Будапеште. Учился в Дебреценском, Будапештском и Сегедском университетах. В 1955 году в Сегедском университете защитил диссертацию под руководством выдающегося венгерского математика, на тот момент члена-корреспондента Венгерской академии наук Б. Сёкефальви-Надя.
В 1956 году, во время Венгерского восстания, бежал из Венгрии в Югославию. В 1957 году переехал в США, где в течение последующих трёх лет работал научным сотрудником в недавно образованном Научно-исследовательском институте перспективных исследований в Балтиморе, Мэриленд.
В 1960 году получил должность преподавателя (assistant professor) на математическом факультете Мэрилендского университета, в 1961 году — приглашённого преподавателя (visiting assistant professor) Стэнфордского университета. В 1962 году занимает должность преподавателя, а в следующем году — доцента (associate professor) Калифорнийского университета.
В 1963 году получил гражданство Соединённых Штатов. В 1964 году присоединился к группе функционального анализа, формировавшейся на математическом факультете Пенсильванского университета, где и работал в должности профессора до выхода на пенсию. Кроме того, в 1960-е годы читал лекции в Париже по приглашению Ж. Диксимье, с которым вёл переписку с 1953 года.
Скончался от анемии 15 февраля 1996 года в Филадельфии.

## Научная работа
Пуканский считался ведущим экспертом по разрешимым группам Ли. Изначально его научные интересы были связаны с алгебрами фон Неймана. В 1956 году он построил два неизоморфных фактора типа III, что явилось существенным результатом в данной области. Большинство его последующих работ были посвящены теории унитарных представлений разрешимых групп Ли. В 1960-х годах Пуканский усовершенствовал предложенный в 1962 году А. Кирилловым метод орбит, позволяющий классифицировать унитарные неприводимые представления определённых групп Ли. Он нашёл условие, названное впоследствии его именем, гарантирующее возможность обобщения метода орбит Кириллова с нильпотентных групп Ли, для которых он был первоначально разработан, на разрешимые группы. Кульминацией этой серии работ, начатой в 1967 году, стал итоговый труд 1971 года. В дальнейшем Пуканский изучал унитарные представления связных групп Ли общего вида.